# Прапор Австралії

Прапор Австралії на флагштоці

Прапор Австралії (англ. Flag of Australia) — один з державних символів країни, що являє собою прямокутне полотнище синього кольору із співвідношенням сторін 1:2.
У лівій верхній чверті зображено британський прапор. Крім того, на прапорі Австралії розташовано зображення шести білих зірок: п'ять зірок у вигляді сузір'я Південного Хреста в правій частині полотнища й одна велика зірка в центрі лівої нижньої чверті.
Прапор був прийнятий незабаром після утворення федерації, 1901 року, внаслідок конкурсу, в якому взяли участь представники багатьох країн. Протягом наступних років він був схвалений австралійською та британською владою, хоча точні характеристики прапора піддавалися змінам кілька разів. Характеристики сучасного прапора були опубліковані 1934 року, а з 1954 року за прапором законодавчо закріплений статус «австралійського національного прапора». Через сильний вплив республіканців у країні з середини 1990-х років прапор часто критикують через наявність на ньому зображення британського прапора.
Законодавче визначення прапора дано в Законі «Про прапор» від 1953 року (англ. Flags Act 1953).

## Опис
На австралійському прапорі можна виділити три основні елементи: прапор Великої Британії (відомий також як «Юніон Джек»), зірку Співдружності (або зірку Федерації, вона ж — Хадар[джерело?][відсутнє в джерелі]) та сузір'я Південного Хреста.

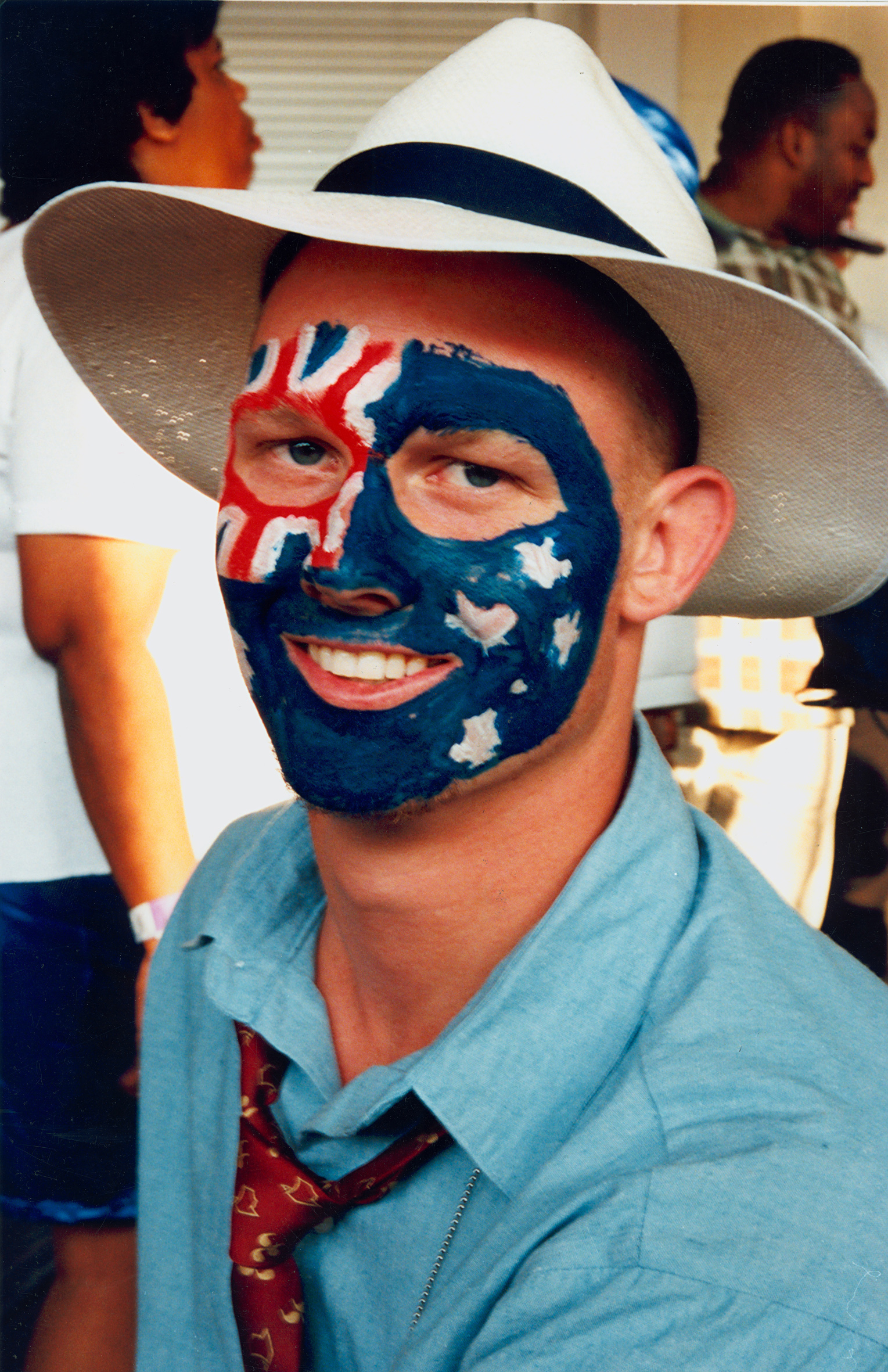
Австралійський баскетболіст Трой Сакс з розмальованим обличчям (Літні Паралімпійські ігри 1996)

Згідно з напоширенішою точкою зору, прапор Великої Британії символізує минуле країни, в якому Австралія являла собою групу з шести британських колоній, а також принципи, на яких була заснована Федерація Австралії. Однак, з точки зору політики, включення прапора Великої Британії до складу прапора Австралії мало продемонструвати вірність Британській імперії, яка на той момент залишалася однією з провідних світових держав.
Семипроменева зірка Співдружності спочатку мала шість променів, які символізували шість колоній, що утворили федерацію. Однак 1905 року до Австралії була приєднана Територія Папуа, тому влітку 1908 року в уряд країни був внесено пропозицію про перетворення зірки в семипроменеву. Про поправки до прапора, схвалені Британським Адміралтейством, було сповіщено 19 грудня 1908 року в «Урядовому бюлетені Австралійського Союзу», а змінений дизайн був вперше опублікований через декілька місяців, 22 травня 1909 року. Тим не менш повний опис змін і характеристика нового прапора з'явилися лише 23 березня 1934 року. З того часу кількість променів на зірці Співдружності залишилася незмінною, попри приєднання та появу ряду нових територій, а також отримання Папуа — Новою Гвінеєю незалежності 1975 року.
| Колишні прапори Австралії |                                |
| Вигляд                    | Час Використання               |
| ------------------------- | ------------------------------ |
|                           | 3 вересня 1901 — 4 червня 1903 |
|                           | 4 червня 1903 — 19 грудня 1908 |

Південний Хрест є одним з найяскравіших сузір'їв в Південній півкулі та ще з часів перших британських поселень на материку символізує Австралію. За задумом Івор Еванса (англ. Ivor Evans), одного з авторів прапора, Південний Хрест також повинен був відобразити чотири чесноти, приписаних Данте Аліґ'єрі чотирьом основним зорям сузір'я: мудрість, справедливість, мужність та поміркованість. На сучасному прапорі кількість променів на зірках Південного Хреста відрізняється від первинного варіанту, де вона коливалася від п'яти до дев'яти на кожній зірці, представляючи таким чином їх відносну яскравість на нічному небі. Однак 1908 року Британське Адміралтейство з метою досягнення кращої симетрії та зниження витрат на виготовлення прапора стандартизувало всі зірки: відтоді чотири найбільші зірки Південного Хреста семипроменеві, а найменша зірка — п'ятипроменева (оновлений дизайн було офіційно опубліковано в  «Урядовому бюлетені Австралійського Союзу» 22 травня 1909 року).
У прапорі Австралії використовуються ті ж кольори, що й на прапорі Великої Британії: синій, червоний, білий (при цьому переважає синій). Всі три кольори відображають історію країни: британське колоніальне та здебільшого  «європейське»  минуле. 1901 року вони також символізували вірність Британської імперії. Однак синій колір на прапорі Австралії має й ширше тлумачення: згідно з однією з точок зору, він символізує той факт, що Австралія є островом-материком, згідно з іншою, що перші поселенці, щоб добратися до нього, були змушені плисти морем.
Повний опис сучасного дизайну прапора було опубліковано в  «Урядовому бюлетені Співдружності» (англ. Commonwealth Gazette) 1934 року.

## Геометрична побудова
Згідно з Законом «Про прапор» австралійський національний прапор повинен відповідати таким вимогам:
1. Зображення прапора Великої Британії розташований у верхньому лівому куті прапора;[10]
2. зображення великої білої зірки, яка символізує 6 штатів Австралії та інші території, розташоване в центрі лівої нижньої чверті, вказуючи на центр прапора Святого Георгія у складі прапора Великої Британії;[10]
3. п'ять білих зірок, що символізують сузір'я Південного Хреста, розташовані в правій половині полотнища.[10]

Зовнішній діаметр зірки Співдружності становить 3/10 частини ширини прапора, а інших зірок Південного Хреста — 1/7 ширини прапора, крім зорі ε (епсилон), зовнішній діаметр якої — 1/12 частина ширини прапора. Внутрішній діаметр кожної зірки становить 4/9 частини зовнішнього діаметра.

## Кольори
Хоча кольори прапора не закріплено в законі «Про прапор», однак Відділ нагород та культури Департаменту прем'єр-міністра та Кабінету визначив його Pantone характеристики. Крім того, CMYK та RGB характеристики є в інструкції «Style Manual for Authors, Editors and Printers», підготовленої австралійським урядом.
| Scheme    | Blue                     | Red                       | White                   |
| --------- | ------------------------ | ------------------------- | ----------------------- |
| Pantone   | 280C                     | 185C                      | Safe                    |
| RGB (Hex) | 0-0-139 (#00008B)        | 255-0-0 (#FF0000)         | 255 — 255—255 (#FFFFFF) |
| CMYK      | 100 % — 80 % — 0 % — 0 % | 0 % — 100 % — 100 % — 0 % | 0 % — 0 % — 0 % — 0 %   |

## Розробка федерального прапора 1901 року

Національний колоніальний прапор

Федеративний прапор Австралії

Еврікський прапор

прапор Антитранспортаційної ліги Австралазії

До 1901 року Австралія являла собою групу з шести британських колоній. Юніон Джек, як прапор Британської імперії, найчастіше використовувався для їх колективного представництва, в той же час у кожній колонії був власний прапор, який також мав на собі зображення Юніон Джека.
Протягом XIX століття були зроблені дві спроби зі створення національного прапора. Перша з них припадає на 1823 — 1824 роки, коли Джон Ніколсон та Джон Бінглі розробили національний колоніальний прапор. Він являв собою біле полотнище, на якому були зображення прапора Британії та Хреста Святого Георгія (є символом Англії) з чотирма білими зірками. Згідно з твердженнями Ніколсона, цей прапор був схвалений Британським Адміралтейством та прийнятий як австралійський національний прапор губернатором Нового Південного Уельсу 1823 року, проте ніяких письмових підтверджень цього не збереглося. Однак, Національний колоніальний прапор вважається першим австралійським прапором, на якому є зображення Південного Хреста.
Проте найбільшою популярністю як «національний» прапор користувався федеративний прапор Австралії, розроблений Джоном Ніколсоном 1831 року. Дизайн прапора великою мірою повторював національний колоніальний прапор 1823 — 1824 років, однак мав і важливі відмінності: центральний хрест був синього кольору, і на ньому було зображено не чотири, а п'ять зірок. Особливу популярність федеративний прапор, як і девіз «Один народ, одна доля, один прапор» (англ. One People, One Destiny, One Flag), отримали в 1880—1890-х роках, коли він став символом федеративного руху в Австралії.
На всіх цих прапорах, як і на Еврікському прапорі, що з'явився 1854 року під час Еврікского повстання, було зображення сузір'я Південного Хреста. Але першим прапором, на якому було зображення зір сузір'я в тому порядку, як вони розташовані на небі, вважається прапор Антитранспортаційної ліги Австралазії (англ. Australasian Anti-Transportation League Flag), що виступала проти перевезення в Австралію засланців. Початковий варіант прапора розробив 1849 року священик Джон Уест з Лонсестоні на острові Тасманія. Із розпуском організації 1853 року прапор Ліги перестав використовуватися, хоча і став згодом основою прапора Вікторії.
У міру втілення ідеї створення федеральної Австралії проблема офіційного прапора ставала все більш актуальною. 1900 року мельбурнською газетою «Herald Standard» був проведений самостійний конкурс на найкращий дизайн прапора майбутнього держави, який мав містити зображення прапора Британської імперії та Південного Хреста. Переможцем став Ф. Томпсон, житель Мельбурна, який володів книгарнею та газетним кіоском. Розроблений ним прапор являв собою прямокутне полотнище, розділене на дві рівні частини. У верхній лівій частині було зображення прапора Британії, під яким розташовувалися шість червоних горизонтальних смуг на білому фоні, які символізували шість австралійських колоній. Друга половина прапора була темно-синьою із зображенням Південного Хреста.

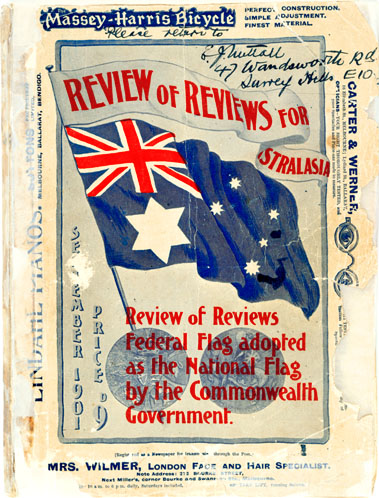
Обкладинка книжки «Review of Reviews» з підписом Егберт Наттелла, опублікованій після оголошення переможців конкурсу 1901 року на найкращий дизайн федерального прапора.

Пізніше, того ж 1900 року, був проведений ще один конкурс, але вже Мельбурнським журналом «Review of Reviews for Australasia». Його організатори вирішили, що вимоги про наявність зображень британського прапора та Південного Хреста були нерозумними, хоча відзначили, що без них навряд чи новий прапор отримав б суспільну підтримку. Хоча конкурс повинен був скінчитися в січні 1901 року, його було продовжено до 31 березня, щоб шість губернаторів колоній (вони виступали суддями) змогли представити варіант переможця на урочистому відкритті федерального парламенту в Мельбурні, який планувався на квітень або на початок травня. Однак ці плани не були реалізовані, як і не був обраний переможець, оскільки до того часу, в квітні, уряд Австралійського Союзу ініціював офіційний конкурс на австралійський національний прапор.
Оголошення про проведення федерального конкурсу було вперше опубліковано в «Урядовому бюлетені Австралійського Союзу»  від 29 квітня 1901 року. Крайнім терміном для надання проєктів прапора було визначено 31 травня 1901 року. Переможця конкурсу мала визначити спеціальна комісія, члени якої призначалися федеральним урядом. При цьому повний склад комісії визначено лише 25 липня 1901 року: вона мала у своєму складі п'ять суддів і двох чиновників (вони займалися класифікацією заявок, а також давали експертні оцінки). Згідно з умовами конкурсу, учасники мали надати до комісії два кольорових ескізи (один — для торгових суден, інший — як військовий та офіційний прапор) розміром не менше 6 на 3 дюйми (15 на 7,5 см). Переможцю гарантувалося грошову винагороду в розмірі £ 75.
До організаційного комітету надійшло 32 823 заявки, в тому числі ті, щоб були послані на конкурс, організований газетою «Review of Reviews». Дизайни прапорів оцінювали за сімома основними критеріями: лояльність щодо Британської імперії, відображення федеративного устрою, історія, геральдика, своєрідність, практичність та вартість виробництва. Однак, як було відзначено у фінальному документі комісії від 2 вересня 1901 року, на успіх могли претендувати лише ті ескізи, на яких були наявні три основних елементи:
- Юніон Джек на синьому або червоному фоні;
- шестикутна зірка, яка представляла шість федеральних штатів Австралії;
- зображення Південного хреста.[26]

І, справді, на більшості запропонованих прапорів були наявні зображення британського прапора та Південного Хреста, хоча також були популярні зображення місцевих тварин.
Переможцями конкурсу, офіційно оголошеними 3 вересня 1901 року прем'єр-міністром Австралії Едмундом Бартоном, були обрані п'ять практично ідентичних дизайнів, творці яких отримали по £ 40 кожний. Авторами прапорів були Івор Еванс, чотирнадцятирічний школяр з Мельбурна; Леслі Джон Хокінс, підліток, що навчався в Сіднеї на фахівця з оптики; Егберт Джон Наттелл, архітектор з Мельбурна; Енні Доррінгтон, художниця з Перту; та Вільям Стівенс, корабельний службовець з Окленда (Нова Зеландія). Одночасно було оголошено переможців конкурсу на найкращу федеральну печатку. Ними стали Блемір Янг і Саутер. 3 вересня 1901 року новий австралійський прапор був вперше піднятий на будівлею Королівської виставки в Мельбурні, де на той час розміщувався парламент.
Дизайн прапора, що переміг, спочатку зустріли зі змішаними почуттями. Так, у республіканській газеті «The Bulletin» була така замітка:
… втратила новизну переробка британського прапора без художніх властивостей, без національного сенсу… Уми повільно міняються, і Австралія досі є хлопчиськом Британії. Що може бути краще, ніж прийняти батьківські ушиті шати, без почуття протесту та смутно розуміючи його волю? Цей низькосортний прапор є справжнім уособленням нестандартного стану австралійської громадської думки.
|                                              |                             |                                         |
| Один з багатьох відхилених варіантів прапора | варіант прапора, що переміг | варіант прапора, схвалений Едуардом VII |

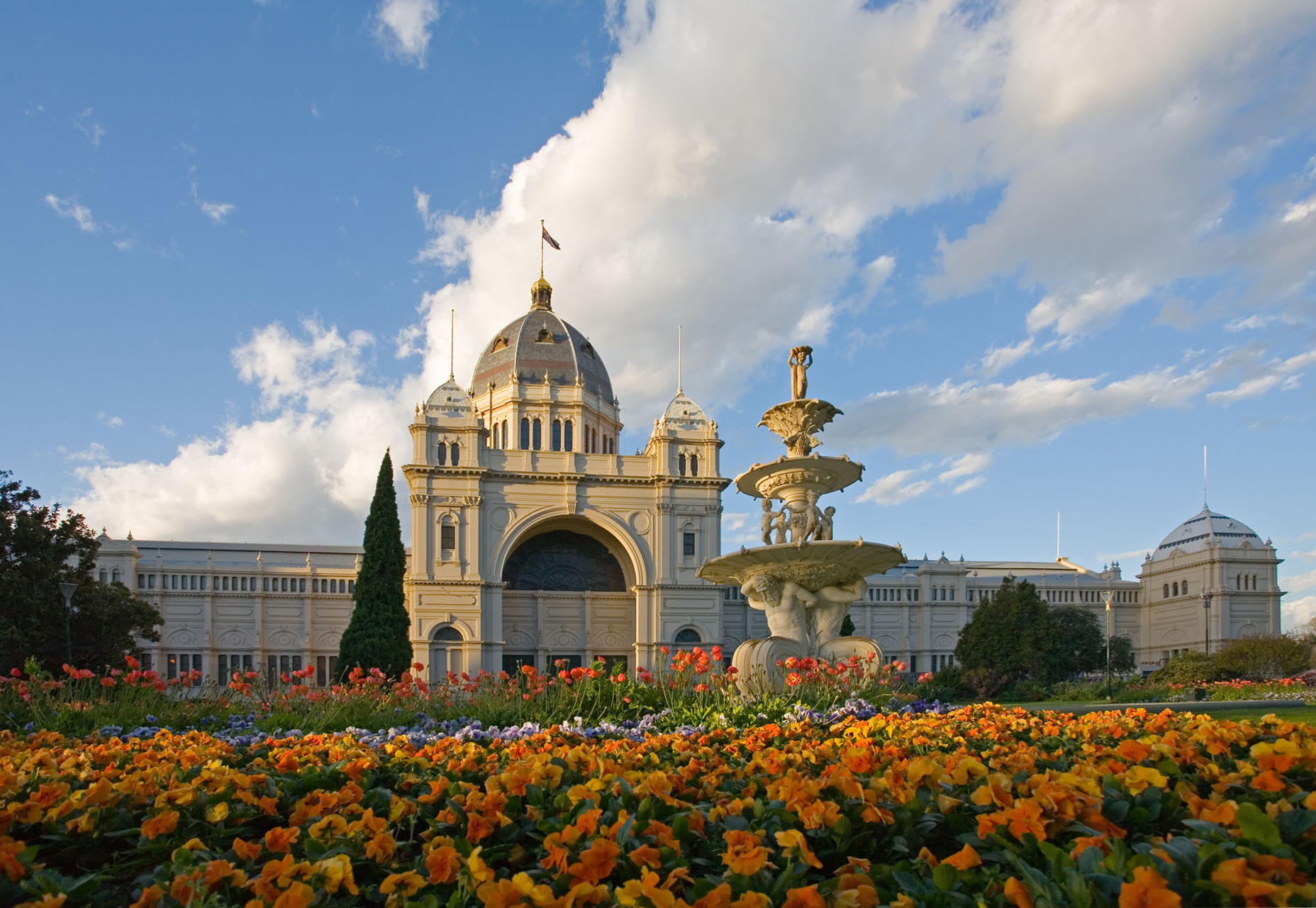
Перший австралійський національний прапор був піднятий над будівлею Королівської виставки в Мельбурні.

Оскільки прапор значною мірою повторював дизайн прапора штату Вікторія, багато критиків як у федеральному уряді, так і в уряді Нового Південного Уельсу, виступили проти прийняття цього варіанту прапора за його «надвікторіанство». Вони підтримали варіант федеративного прапора Австралії, тому прем'єр-міністр Едмунд Бартон, який також виступав на його підтримку, виніс на остаточне схвалення Адміралтейства два дизайни (цей і вибраний суддями). Воно, у свою чергу, схвалило варіант червоного торгового прапора для цивільних суден та синього — для урядових судів. Уряд Австралійського Союзу розглядав обидва варіанти прапорів як колоніальні морські прапори.
1902 року спрощена версія перемогла на національному конкурсі варіанта прапора і була офіційно схвалена як прапор Австралії Едуардом VII. При цьому спочатку в королівській телеграмі від 6 жовтня 1902 року йшлося про схвалення «запропонованого дизайну» без зазначення конкретного. Ситуація з'ясувалася лише 29 грудня 1902 року з депешою міністра колоній. Про вибір же прапора урядом Австралії було сповіщено 20 лютого 1903 року в  «Урядовому бюлетені Австралійського Союзу» .
Новий варіант прапор використовувався замість прапора Великої Британії вже на літніх Олімпійських іграх 1904 року в Сент-Луїсі. У тому ж році завдяки лобі з боку сенатора Річарда Крауча прапор Австралії отримав той же статус, що й «Юніон Джек» в Британії, коли Палата представників оголосила, що синій англійський кормовий прапор «повинен майоріти над усіма фортами, кораблями, салютними місцями та державними будівлями Австралійського Союзу в усіх випадках, коли використовуються прапори». Уряд погодився вивішувати синій кормовий прапор у спеціальні дні і лише над урядовими будівлями штатів, якщо над ними були відсутні прапори штатів.

## Синє чи червоне тло?
Червоний британський (торговельний) прапор був єдиним прапором Австралії, який дозволялося використовувати приватним особам на суші. Згідно з тлумаченням Британської імперії, синій кормовий прапор резервувався за урядом Австралійського Союзу, а штати, місцеві уряди, приватні організації та особи мали використовувати лише червоний прапор.
1908 року синій прапор повністю замінив прапор Британії в усіх військових установах. З 1911 року він став використовуватися як привітальний прапор австралійської армії на всіх оглядах та церемоніальних парадах, хоча під час офіційного відкриття будівлі Парламенту Австралії в Канберрі 1927 року було піднято лише червоний прапор та прапор Британії.
Довгий час існував певний конфуз з використанням двох прапорів, внаслідок чого до 1941 року близько 10 відсотків військових прапорів Австралії мали синій фон замість червоного.
Технічно, усі приватні некомерційні судна, які не підіймали британський червоний прапор під час плавання, були зобов'язані сплатити великий штраф. Однак, згідно з Адміралтейським приписом від 5 грудня 1938 року цим судам було дозволено використовувати австралійський червоний прапор.
Згідно з законом «Про реєстрацію суден» (англ. Shipping Registration Act) від 1981 року «підходящим» кольором для комерційних суден, довжина яких перевищує 24 м, є австралійський червоний прапор.

## Юніон Джек
В Австралії, що була частиною Британської імперії, як національний прапор спочатку використовувався «Юніон Джек», який де-факто вважався прапором імперії, хоча спочатку був королівським штандартом.
Королівський австралійський військово-морський флот був заснований 5 жовтня 1911 року. Кораблі флоту були зобов'язані вивішувати в кормовій частині білий англійський військово-морський прапор, а на гюйс-штоку — прапор Австралії. Хоча уряд Австралії виступав за використання на австралійських військових судах синього кормового прапора, австралійські офіцери, як правило, вивішували « Юніон Джек ». Англійський білий прапор був остаточно замінений на австралійський білий військово-морський прапор лише 1 березня 1967 року.
Після дебатів 1920-х років про те, чи був синій кормовий прапор зарезервований лише за урядовими будівлями Австралійського Союзу, 1924 року було прийнято угоду, згідно з якою прапор Великої Британії мав переважне значення як національний прапор Австралії. Оскільки «Юніон Джек» був визнаний національним прапором, то відтоді віроломним кроком вважалося вивішування кормових прапорів без прапора Британії, крім того, труни з австралійськими військовими жертвами покривалися саме «Юніон Джеком».
Офіційно синій кормовий прапор став використовуватися замість прапора Британії 14 квітня 1954 року. Проте ще довгі роки «Юніон Джек» сприймався австралійцями як національний прапор країни. Так, з 1968 по 1982 року в Австралії проводилася кампанія Артура Смаута, яка полягала в роздачі австралійцям прапора Британії.
До середини 1980-х років уряд Австралійського Союзу перестав нагадувати жителям країни про те, що вони могли вивішувати прапор Британії разом із прапором Австралії, а також не надавало жодних прикладів коректного використання двох прапорів.
Згідно з австралійським порядком старшинства, прапор Великої Британії йде другим після прапора Австралії.

## Статус національного прапора

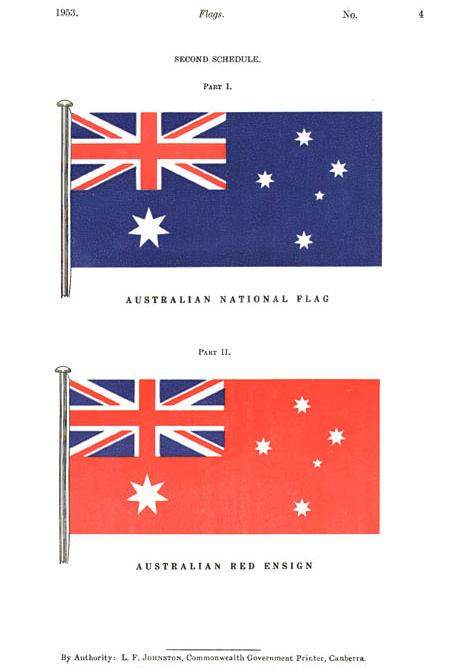
відповідно до закону «Про прапор» 1953 року національним прапором Австралії визнано синій англійський кормовий прапор, а прапором для торгових суден — червоний прапор.

1940 року парламент штату Вікторія прийняв закон, що дозволяв школам купувати сині кормові прапори, що, в свою чергу, означало й дозвіл на використання прапора приватними особами. Прем'єр-міністр Роберт Мензіс також виступив на підтримку цього кроку, видавши наступного року постанову, яка дозволяла австралійцям використовувати обидва прапори (синій та червоний). Подібну постанову видав також прем'єр-міністром Беном Чіфлі 1947 року.
4 грудня 1950 року прем'єр-міністр Роберт Мензіс оголосив синій прапор національним прапором Австралії, а 1951 року урядові рекомендації були схвалені королем Великої Британії Георгом VI. У штаті Південна Австралія «Юніон Джек» використовувався як національний прапор аж до 1956 року, коли школам було дозволено використовувати або прапор Великої Британії, або австралійські прапори.
Статус синього прапора як національного прапора Австралії був формалізований 14 лютого 1954 року, коли королева Єлизавета II дала королівську санкцію на прийняття закону «Про прапор» 1953 року. Ця подія збіглася з її візитом до країни. Закон закріплює право генерал-губернатора Австралії стверджувати  «прапори та кормові прапори Австралії», а також санкціонувати приписи та норми, що визначають порядок використання прапорів. У розділі 8 закону говориться, що він не регламентує «право привілеї» людини використовувати прапор Великої Британії.
1998 року в закон «Про прапор» було внесено поправки, які закріплювали порядок зміни дизайну національного прапора: для його повної заміни вимагається проведення загальнонаціонального референдуму, а не просто внесення парламентом змін до закону.

## Протокол
Правила використання прапора викладені в законі «Про прапор» 1953 року та в інструкції  «Австралійський національний прапор» (англ. The Australian National Flag), яка час від часу публікується австралійським урядом. Згідно з чинними правилами, австралійський національний прапор дозволено вивішувати в будь-який день року. Національний прапор при використанні на території Австралії має розташовуватися вище, ніж будь-який інший прапор або стяг. Він має вивішуватися на всіх урядових будівлях та виборчих дільницях під час національних виборів або референдумів. Приватні прогулянкові судна можуть плавати як під червоним торговим прапором, так і під австралійським національним прапором. Синій англійський кормовий прапор може вивішуватися на австралійських кораблях замість австралійського прапора, якщо власник судна має відповідний припис, чинний в британському праві.

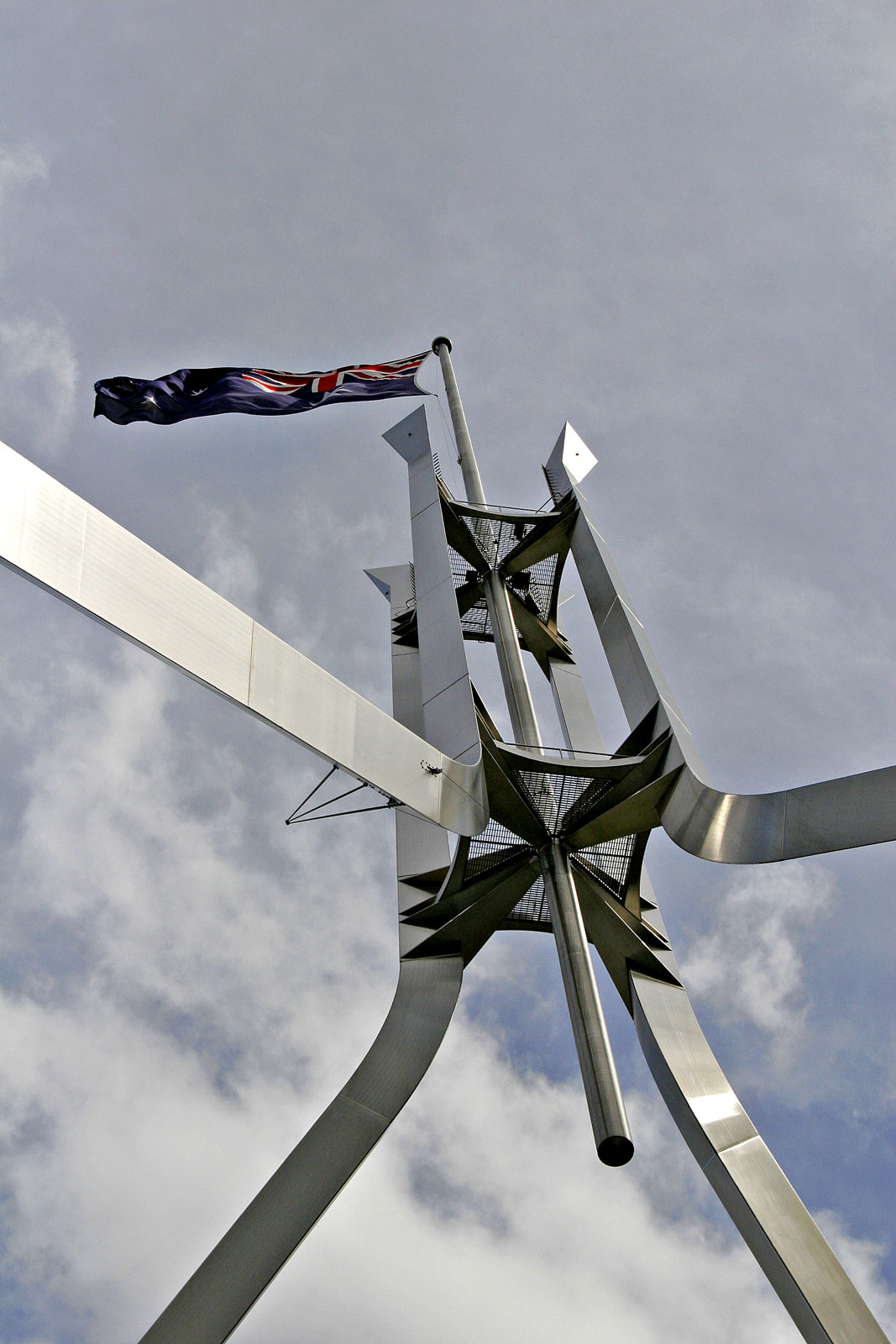
Флагшток на будівлі австралійського парламенту в Канберрі має висоту 81 м, а довжини сторін самого прапора складають 12,8× 6,4 м, що становить приблизно половину тенісного корту.

Департамент прем'єр-міністра та кабінету уряду (англ. Department of the Prime Minister and Cabinet) також рекомендує, щоб прапор вивішувався лише в денний час, якщо не застосовується штучне освітлення. Крім того, два різних прапора не повинні розташовуватися на одному флагштоку. Якщо прапор приспущено, то він має перебувати на відстані 1/3 довжини флагштока від його верхньої частини. У нічний час прапор Австралії не має перебувати в приспущеному положенні. Прапор приспукається на урядових будівлях в декількох випадках:
- у разі смерті монарха Австралії — з дня оголошення про його смерть і аж до його похорону (включаючи день похорону). У день вступу на трон нового монарха прапор Австралії прийнято підіймати до верху штока об 11 годині дня;
- у випадку смерті члена королівської родини;
- у разі смерті чинного або колишнього генерал-губернатора;
- у разі смерті якогось відомого громадянина Австралії. В окремих населених пунктах прапор Австралії може бути приспущений в разі смерті якогось важливого місцевого жителя, а також у день його похорону;
- у разі смерті глави іншої держави, з яким Австралія має дипломатичні відносини (в цьому випадку прапор буде приспущено в день похорону);
- у день АНЗАК (в цьому випадку прапор перебуває в приспущеному положенні до опівдня);
- у день пам'яті загиблих у роки Першої та Другої світових воєн (англ. Remembrance Day) австралійський прапор перебуває у верхній частині флагштока до 10.30 ранку, в приспущеному вигляді — з 10.30 до 11.03 ранку, потім — знову у верхній частині флагштока до кінця дня.[62]

Департамент прем'єр-міністра та кабінет міністрів також підтримує систему електронних поштових розсилок для своїх передплатників, яка називається «Commonwealth Flag Network»: електронні листи інформують жителів Австралії про день, коли прапор має бути приспущено, а також про національні дні прапора.
Австралійський національний прапор може використовуватися в комерційних та рекламних цілях без офіційного дозволу лише в тих випадках, якщо прапор використовується гідним чином і він відтворюється в повному та точному вигляді; на прапорі не повинно бути будь-яких написів або зайвих зображень; під час показу він не має бути закритий іншими предметами, а всі ключові елементи прапора повинні бути легко пізнавані. У разі вивішування декількох прапорів національний прапор Австралії має бути піднятий на флагшток першим (як правило, він висить ліворуч).
В історії країни було здійснено кілька спроб прирівняти до злочину наругу над прапором Австралії. 1953 року під час другого читання закону «Про прапор» лідер опозиції, Артур Колуелл, виступив за внесення до законопроєкту пунктів, які передбачали б кримінальне покарання за наругу над прапором, проте він не зміг домогтися підтримки в парламенті. Майкл Кобб вносив особисті законопроєкти про заборону наруги над австралійським прапором в 1989, 1990, 1991 та 1992 роках, Однак у всіх чотирьох випадках законопроєкт було відхилено. 2002 року вже лідер Національної партії Австралії Джон Андерсон вніс подібні законопроєкти, отримавши підтримку серед деяких парламентаріїв як зі своєї партії, так і коаліційного партнера, Ліберальної партії Австралії. Однак прем'єр-міністр країни, Джон Говард, відхилив проєкт.

## День прапора
1996 року генерал-губернатор Австралії, Вільям Дін, виступив з декларацією про заснування щорічного Дня австралійського національного прапора (англ. Australian National Flag Day), днем проведення якого стало 3 вересня. Однак у Сіднеї День прапора святкується ще з 1985 року, коли свято на честь першого підняття прапора 1901 року ініціював вексилолог Джон Крістіан Вон. У День прапора в декількох великих центрах країни, як правило, проводяться різні урочисті заходи, однак день не є вихідним.

## Дискусії щодо зміни прапора

2000 року переможцем конкурсу Ausflag був названий варіант, запропонований дизайнером Френком Гентілом

Через великий вплив в Австралії ідей республіканізму в країні відбуваються постійні, хоча й стримані, дискусії щодо зміни прапора (переважно вони стосуються питання про те, чи потрібно на прапорі Австралії залишати зображення прапора Великої Британії). Найгостріше проблема національного прапора постала 1988 року під час святкування 200-річчя з дня заснування першого поселення європейців в Австралії та в роки прем'єрства Пола Кітінга, який відкрито виступав за зміну прапора країни.
Останнім часом в Австралії існують дві групи, які постійно залучені до дискусії про австралійський прапор: організація  «Ausflag» , яка виступає за його зміну й  Асоціація австралійського національного прапора (англ. Australian National Flag Association, ANFA), яка виступає за збереження сучасного варіанту.
Організація «Ausflag» час від часу проводить різні кампанії на зміну прапора, що збігаються переважно з великими заходами в Австралії (наприклад, з літніми Олімпійськими іграми 2000 року, які відбувалися в Сіднеї), а також улаштовує конкурси на найкращий дизайн нового прапора. Асоціація австралійського національного прапора, у свою чергу, проводить різні заходи на підтримку сучасного варіанта прапора в День прапора.
|  |  |  |  |
|  |  |  |  |

### Аргументи за зміну прапора
- Теперішній прапор применшує національну ідентичність Австралії, оскільки його значну частину займає зображення прапора іншої держави. Зокрема, прапор важко відрізнити від кількох інших прапорів, створених на основі синього англійського кормового прапора, наприклад, національного прапора Нової Зеландії або австралійського штату Вікторія. Це, в свою чергу, може привести до деякої плутанини. Наприклад, Австралійська ліга монархістів (англ. Australian Monarchist League) під час проведення референдуму щодо зміни державного ладу Австралії з монархічного на республіканський 1999 року помилково вмістили на свої буклети зображення прапора Нової Зеландії.[75]
- Сучасний прапор не повною мірою відображає статус Австралії як незалежної держави. Наявність на прапорі зображення прапора Великої Британії припускає, що Австралія є британською колонією або залежною територією. Крім австралійського прапора, лише на прапорах Нової Зеландії, Фіджі і Тувалу, що є незалежними державами, наявне зображення британського прапора. Інші держави Співдружності націй вже давно змінили дизайн свого прапора, прибравши з нього зображення прапора Великої Британії, залишившись при цьому монархічними державами, які очолюються британським монархом (наприклад, Канада).[76] Крім того, кольори австралійського прапора (червоний, білий та синій) не лише не є австралійськими офіційними кольорами (це синій та золотий кольори), але й не є традиційними геральдичними кольорами (синій та золотий).
- Відображаючи лише колоніальне британське минуле Австралії, національний прапор країни є анахронізмом, який не відображає багатонаціональність та плюралізм суспільства. Зокрема, на сучасному прапорі відсутня яка-небудь згадка про австралійських аборигенів, для багатьох з яких прапор Великої Британії є символом колоніальних утисків та позбавлення їх власності.[77]
- Сучасний прапор історично не є головним національним символом. Протягом тривалого часу з моменту утворення федерації він вивішувався разом із прапором Великої Британії. Кількість кінців на зірках регулярно змінювалася з 1901 року, тому сучасний варіант прапора не визнавався офіційним аж до 1954 року. До цього також існувала постійна плутанина в тому, яким повинен бути фон прапора, синім чи червоним.
- Також несправедливо стверджувати, що австралійці «Боролися і вмирали під австралійським прапором», оскільки у більшості війн австралійці воювали, крім синього прапора, під різними британськими прапорами, а також під червоним австралійським прапором.[78]
- Хоча дизайн прапора був розроблений чотирма австралійцями та новозеландцем й обраний у результаті відкритого конкурсу, він все-таки був схвалений Британським Адміралтейством та британським королем Едуардом VII.[79]

### Аргументи проти зміни прапора
- Сучасний прапор є унікальним у своєму роді і повною мірою відображає Австралію й її статус як незалежної держави, Королівства Співдружності. Прапор Великої Британії символізує історичне минуле Австралії, членство країни в Співдружності націй, а також відображає Вестмінстерської систему парламентської демократії. Зірка Співдружності, в свою чергу, символізує 6 споконвічних австралійських штатів та територій.[80]
- Сучасний прапор не відображає залежність країни від Великої Британії. На прапорі Фіджі, що стала республікою, досі залишається зображення прапора Великої Британії, як і на прапорі Гаваїв, хоча острови є частиною США.Прапор Гаваїв

Прапор Гаваїв

- Прапор є популярним символом, який широко використовується австралійцями всіх рас і національностей. Жоден із запропонованих варіантів прапора не має такої підтримки, як сучасний варіант.
- Сучасний прапор є важливим з історичного погляду, оскільки на ньому є елементи ранніх прапорів Австралії.
- Дизайн прапора був розроблений чотирма австралійцями та одним новозеландцем[81], а також був обраний населенням під час відкритого конкурсу.[82]